# Vjatjeslav Nikiforov
Vjatjeslav Nikiforov (født 13. august 1942 i Vesjoloje i Sovjetunionen) er en russisk filminstruktør, manuskriptforfatter og skuespiller.

## Filmografi
- Na bezymjannoj vysote (На безымянной высоте, 2003)[3][4]